# Jumas
Os Juma são um povo indígena brasileiro na bacia do Rio Assuã, próximo à cidade de Lábrea, ao sul do Estado do Amazonas. Seu território, a Terra Indígena Juma, está localizado no município de Canutama e foi homologado em 2004. O povo Juma fala uma das variedades étnicas da língua Kawahiva, pertencente à família linguística Tupí-Guaraní.

## População
Estima-se que no século XVIII os Juma somassem de 12 a 15 mil pessoas. Há relatos de que foram identificados na bacia do médio rio Purus, no Amazonas, por jesuítas espanhóis no século 19. Foram contatados somente na metade do século XX. Em 1943, o antropólogo Günter Kroemer estimou que houvessem cerca de 100 representantes da etnia. Após sucessivos massacres e a expansão das frentes extrativistas, se viram reduzidos a poucas dezenas no início da década de 1960. Em 1964, um massacre encomendado por comerciantes dizimou cerca de 60 indígenas, deixando somente seis sobreviventes, entre eles Aruká Juma, nascido na década de 1930.
Em 1999, com a morte do seu cunhado, Aruká Juma se tornou o último homem da etnia Juma, que é transmitida paternalmente. Em 2002, após a morte de sua primeira esposa em 1996, sua família representava toda a etnia, sendo composta por ele, suas três filhas, Borehá, Maitá e Mandeí, e uma neta.
Em 2021, Aruká Juma, faleceu vítima da COVID-19, em Porto Velho. Aruká Juma deixou uma outra filha, Juvy, do seu segundo casamento, e teve mais treze netos.

## Território
Desde o século XVIII, há relatos dos Juma nas regiões do Alto Tapajós, no Pará, e também nas regiões dos rios Madeira e Purus, no sudoeste do Estado do Amazonas. Em 1998, os seis integrantes do povo Juma foram retirados de forma ilegal, e sem estudo antropológico, das suas terras tradicionais. Foram morar em Guajará-Mirim (RO), na aldeia Alto Jamari, Terra Indígena Uru-eu-wau-wau, povo com quem têm semelhanças linguísticas. As três filhas de Aruká Juma casaram-se com indivíduos dessa outra etnia. Em 2004, a Terra Indígena Juma foi homologada com 38.351 hectares. Porém, foi necessário que o Ministério Público Federal acatasse uma ação contra a Funai, em 2008, para que os Juma pudessem voltar ao seu território de origem. O retorno de fato só ocorreu entre 2012 e 2013, após 14 anos de afastamento dos Juma da sua terra em Canutama (AM).